# 褐黃麗鰻
褐黃麗鰻為輻鰭魚綱鰻鱺目糯鰻亞目蛇鰻科的其中一種，分布於太平洋的夏威夷群島、中途島海域，棲息深度4-24公尺，體長可達104公分，棲息在沿岸沙泥底質海域，為底棲性魚類，會將身體埋藏於沙泥中，屬肉食性。

## 擴展閱讀
維基物種上的相關：褐黃麗鰻